# Carl Burckhardt (Künstler)

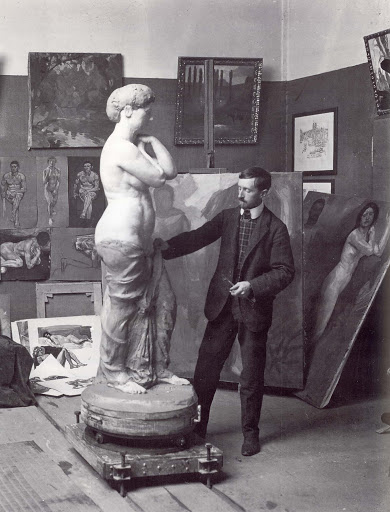
Carl Burckhardt in seinem Atelier mit der überlebensgrossen polychromen Marmorfigur Venus, 1905–1910, Fotograf unbekannt, vor 1923

Carl Nathan Burckhardt (auch Burckhardt-Hipp; * 13. Januar 1878 in Lindau, Kanton Zürich; † 24. Dezember 1923 in Ligornetto, Kanton Tessin) war ein Schweizer Maler und Bildhauer. Er schuf Werke im neoklassizistischen Stil.

## Leben und Werke

### Kindheit
Carl Burckhardt war das fünfte von acht Kindern des baselstämmigen Dekans und im zürcherischen Lindau und Rüti wirkenden Pfarrers Abel Burckhardt (1841–1883) – einem Sohn des gleichnamigen Pfarrers und Komponisten Abel Burckhardt – und der Karolina Luise, geborene Hess (1846–1926). Diese war die Tochter des Johann Jakob Hess. Burckhardts jüngerer Bruder war der spätere Architekt, Maler und Zeichner Paul Burckhardt. Zwischen Carl und seinem Bruder Paul sollte es später zu einem regen Briefwechsel kommen. Ihr Neffe war Ernst Friedrich Burckhardt. Nach dem frühen Tod des Vaters zog die Mutter mit ihren Kindern nach Basel.

### Ausbildung und erste Tätigkeit als Bildhauer

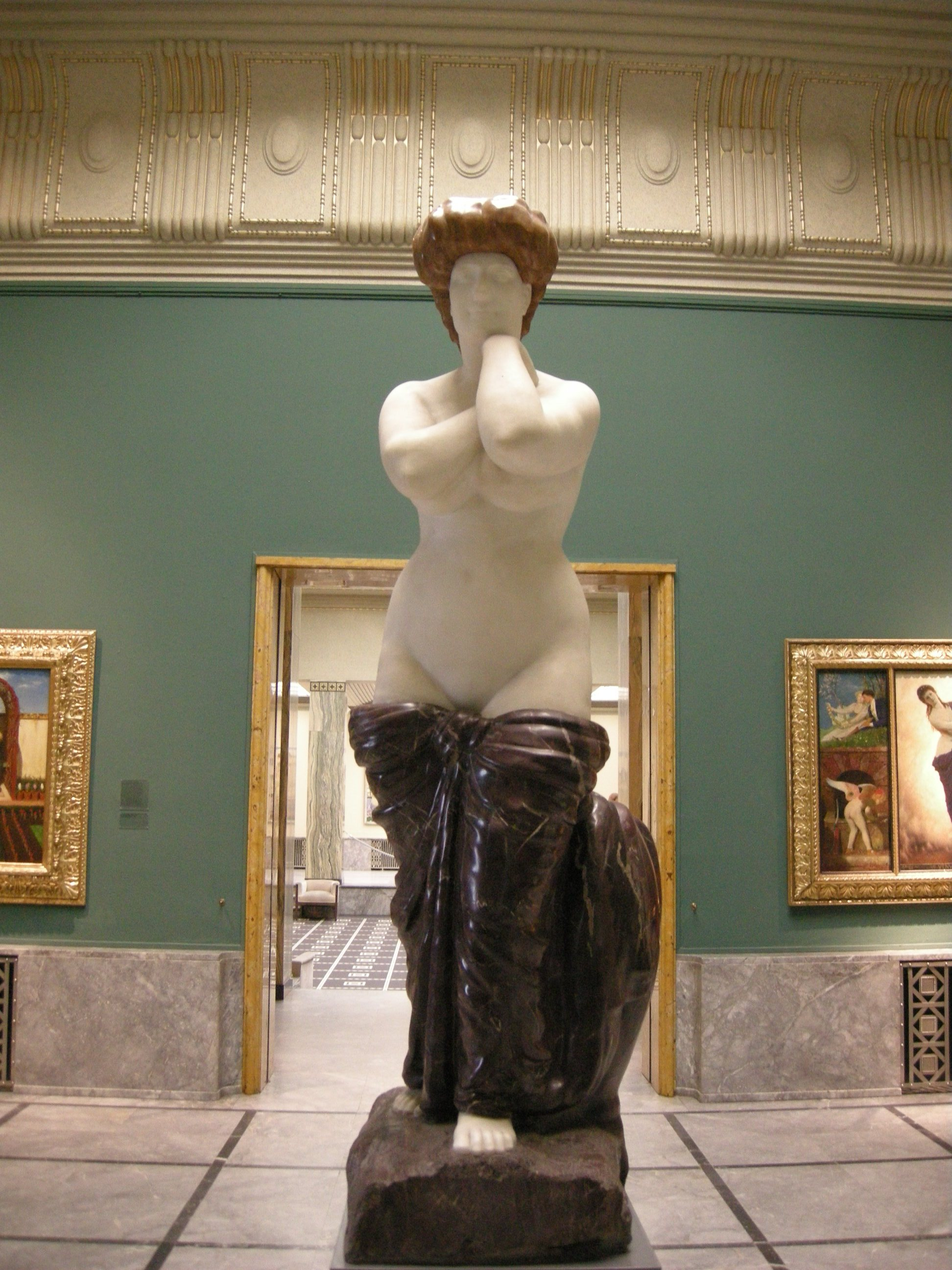
Venus, Kunsthaus Zürich

Nach der Matura bildete sich Burckhardt in Basel und München zum Maler aus. Ab 1896 war er ein Schüler von Fritz Schider. Später besuchte er zusammen mit Heinrich Altherr die Privatschule von Heinrich Knirr in München. Eine Romreise, die er mit Altherr 1899 unternahm, lenkte sein Interesse auf die Bildhauerei. In Italien, wo er fünf Jahre blieb, startete seine bildhauerische Laufbahn. Er begann 1901 mit der Arbeit an der Gruppe Zeus und Eros, die jedoch unvollendet blieb. Unter dem Einfluss von Max Klinger arbeitete ab 1904 an der polylithischen Komposition Venus. In Rom lernte er die Malerin und seine spätere Ehefrau Sophie Hipp (1876–1942), die jüngere Schwester von Johanna Hipp, kennen.

### Ehe und Erfolge als Bildhauer
Carl Burckhardt kehrte 1905 nach Basel zurück und heiratete Sophie. Ihre gemeinsamen Kinder waren der spätere Sufiforscher Titus und Eleonore (1911–1980). 
1909 gewann Burckhardt einen Wettbewerb um die Gestaltung der Nischenfiguren und Fassadenreliefs am Kunsthaus Zürich, das vom Architekten Karl Moser entworfen worden war. 1914 bearbeitete Burckhardt das Amazonenmotiv in fünf Reliefbildern. Louis Léon Weber war ab 1912 ein Mitarbeiter von Burckhardt und half ihm die fünf Reliefs auszuhauen.
Für Moser sollte Burckhardt noch weitere Arbeiten realisieren, das Portalrelief an der Pauluskirche und vor dem Badischen Bahnhof Basel die zwei Brunnen. Sie tragen die Namen Vater Rhein und Mutter Wiese. Geplant waren diese bereits vor dem Ersten Weltkrieg, die Ausführung konnte jedoch erst 1918 eingeleitet werden, und die Inbetriebnahme erfolgte 1921.

Plakat zum Referat über Auguste Rodin, Gestaltung: Ernst Buchner, 1918

Von 1913 bis zu seinem Tod war Burckhardt ein aktives Mitglied der Kommission des Basler Kunstvereins. So verfasste er 1921 im Auftrag des Vereins die Schrift Rodin und das plastische Problem. 
Ein weiteres öffentlich zugängliches Werk Burckhardts in Basel ist die Bronzestatue des Ritters Georg am Kohlenberg. Mit dieser Plastik gewann er im Frühjahr 1922 bei einem anonymen Wettbewerb der Kommission des Kunstkredit Basel-Stadt für den plastischen Schmuck der Treppenanlage am Kohlenberg in Basel den ersten Preis.

### Das letzte Werk
In Basel steht am Grossbasler Brückenkopf der Mittleren Brücke eine Bronzefigur des Künstlers, eine Amazone, die ein Pferd führt. Das Werk war eine Auftragsarbeit des Kunstvereins Anfang der 1920er Jahre. Es ist das letzte Werk Burckhardts, das er aber nicht mehr vollenden konnte; der Guss erfolgte erst nach seinem frühen Tod. 1926 schenkte der Verein die Plastik dem Kanton Basel-Stadt. 

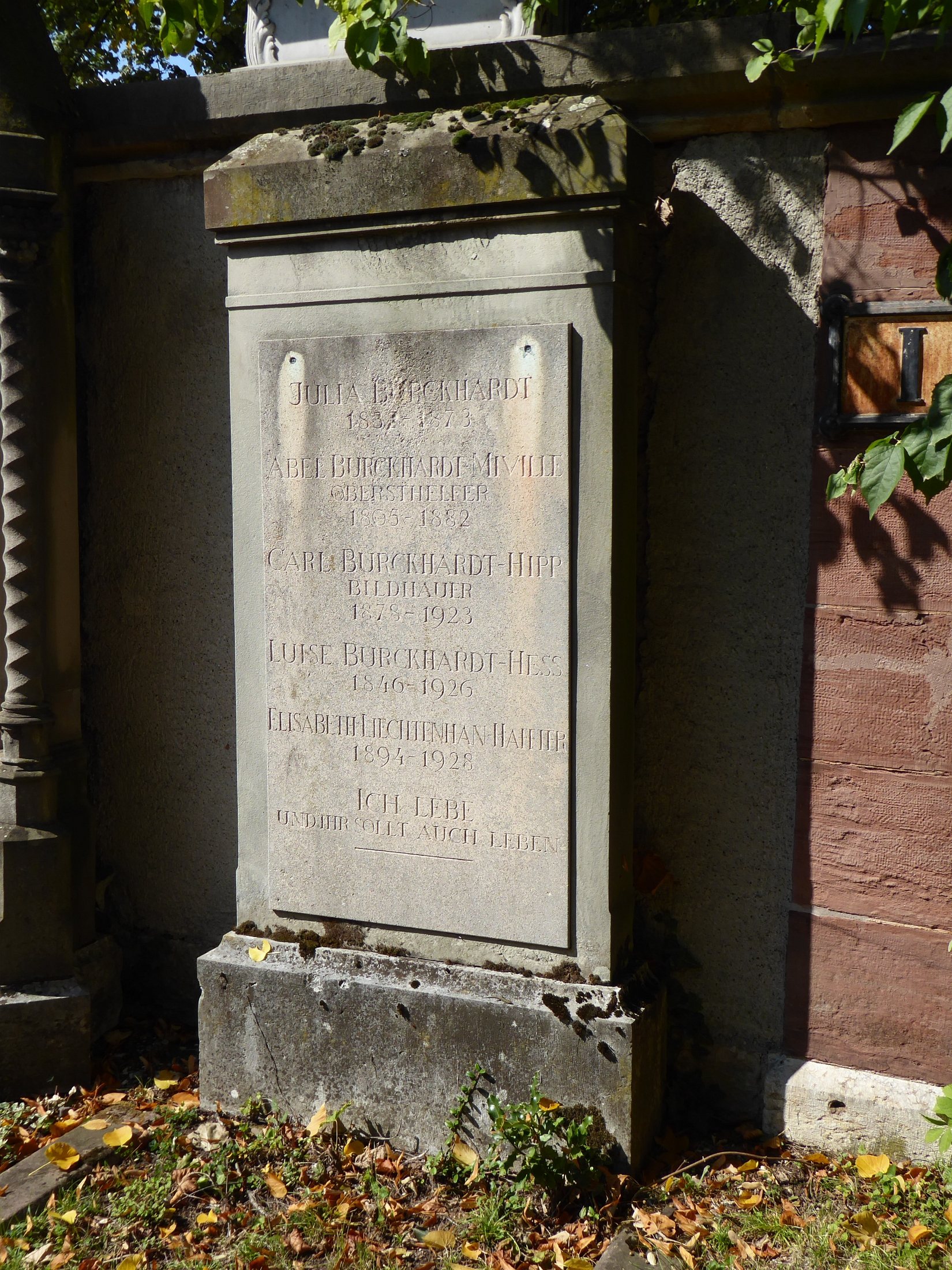
Grab auf dem Friedhof Wolfgottesacker

Aus gesundheitlichen Gründen lebte Burckhardt mit seiner Familie ab 1920 in Ligornetto. Er fand im gleichen Grab wie sein Grossvater Abel Burckhardt auf dem Wolfgottesacker seine letzte Ruhestätte.
1954 wurden in einer Gedächtnisausstellung in der Kunsthalle Basel Werke von Burckhardt und Numa Donzé gezeigt. 2018 fand eine Carl Burckhardt-Retrospektive im Museo Vincenzo Vela in Ligornetto statt und 2018/19 in leicht konzentrierterer Form auch im Kunstmuseum Basel.

Skulpturen
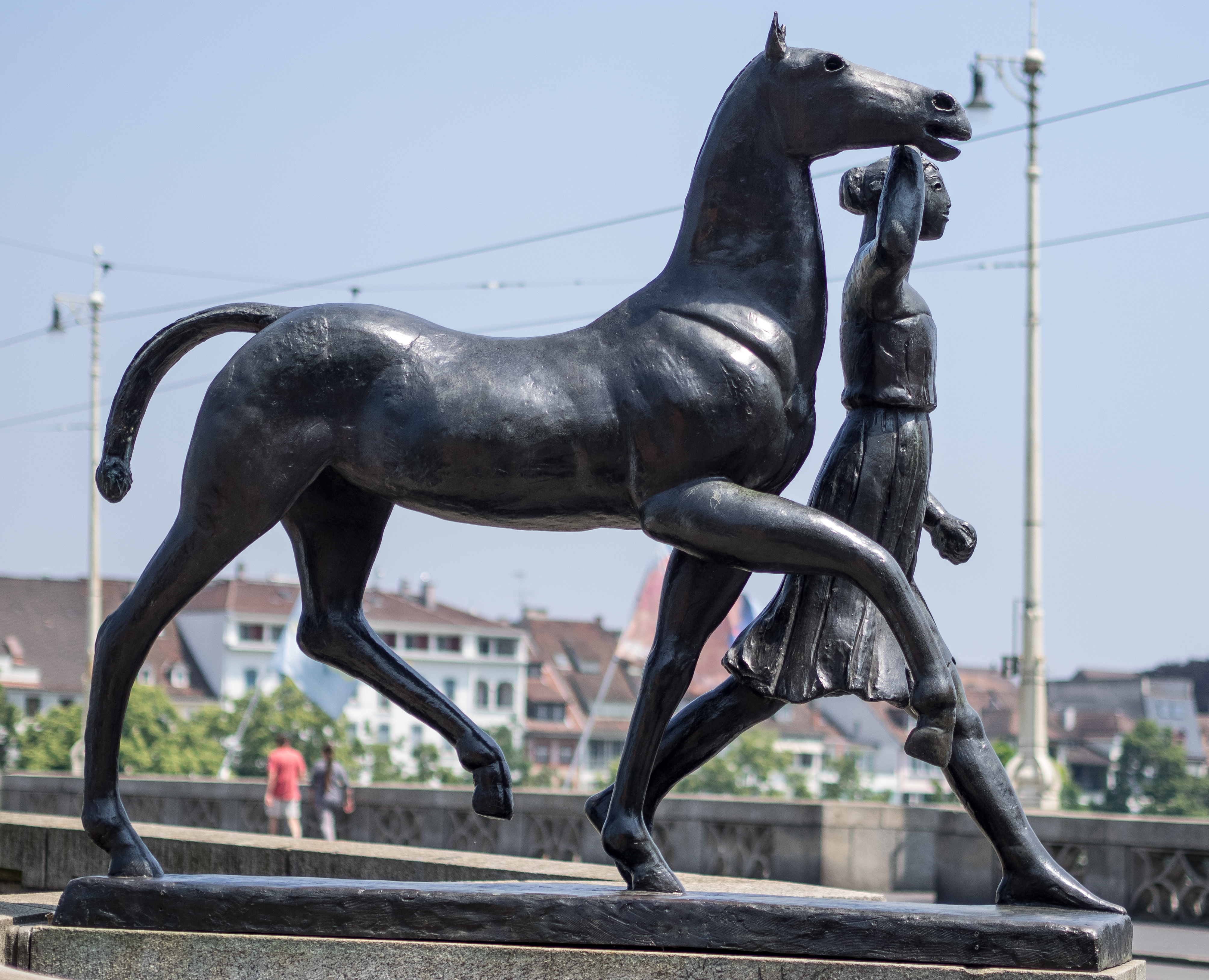
Amazone, Pferd führend, das letzte Werk des Künstlers, Schifflände (Basel), 1926
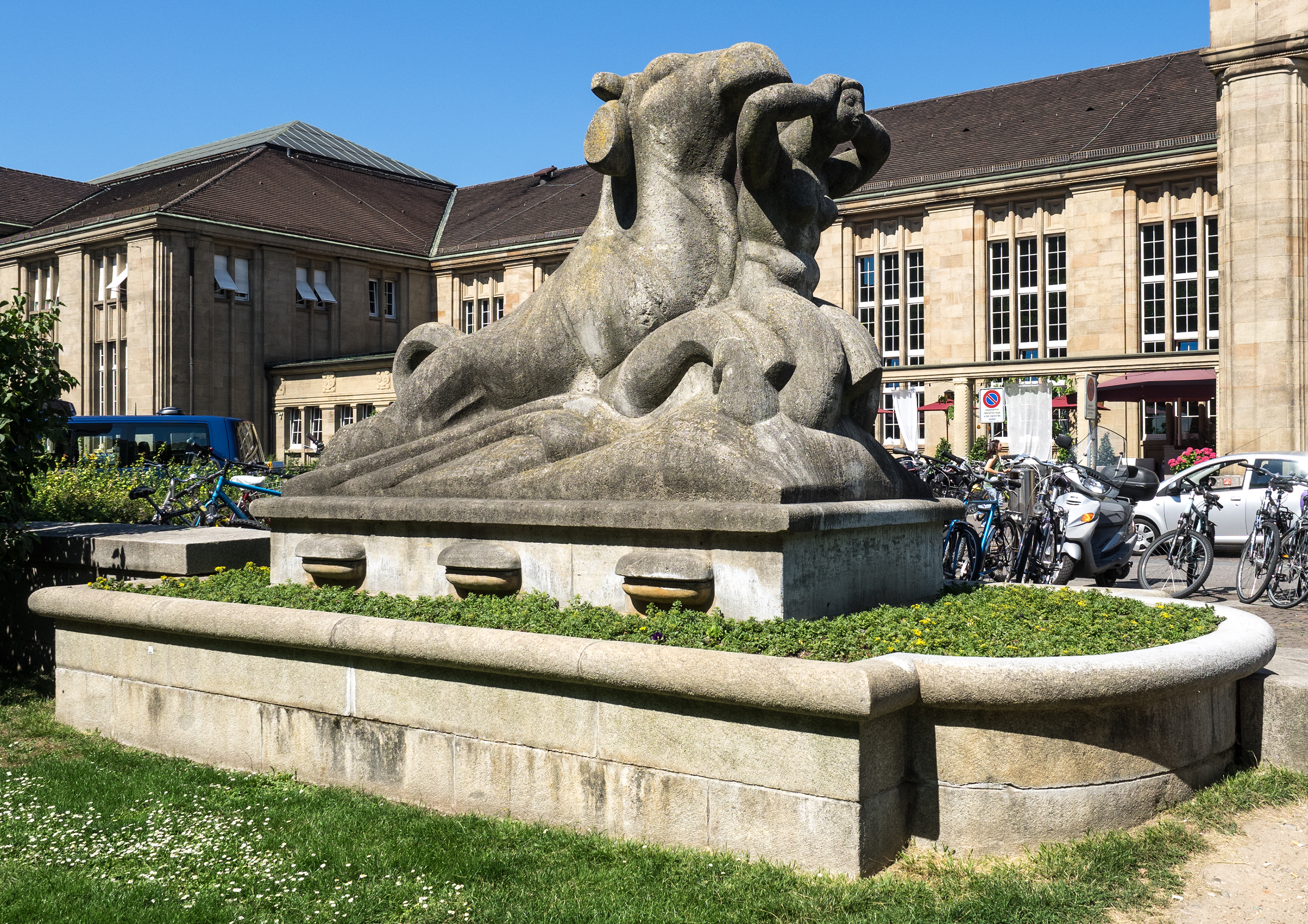
Nördlicher Brunnen Wiese, Basel Badischer Bahnhof
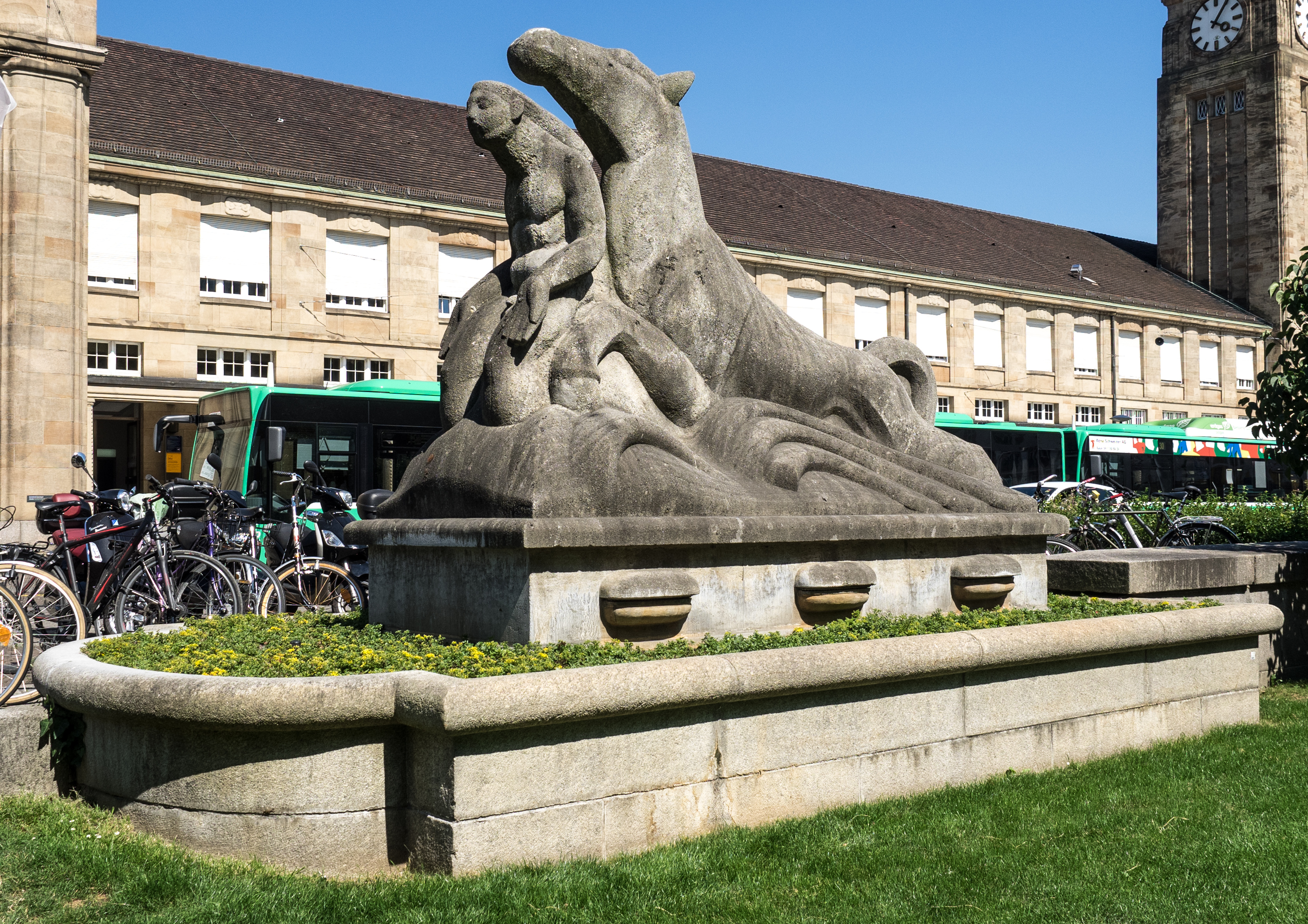
Südlicher Brunnen Rhein, Basel Badischer Bahnhof
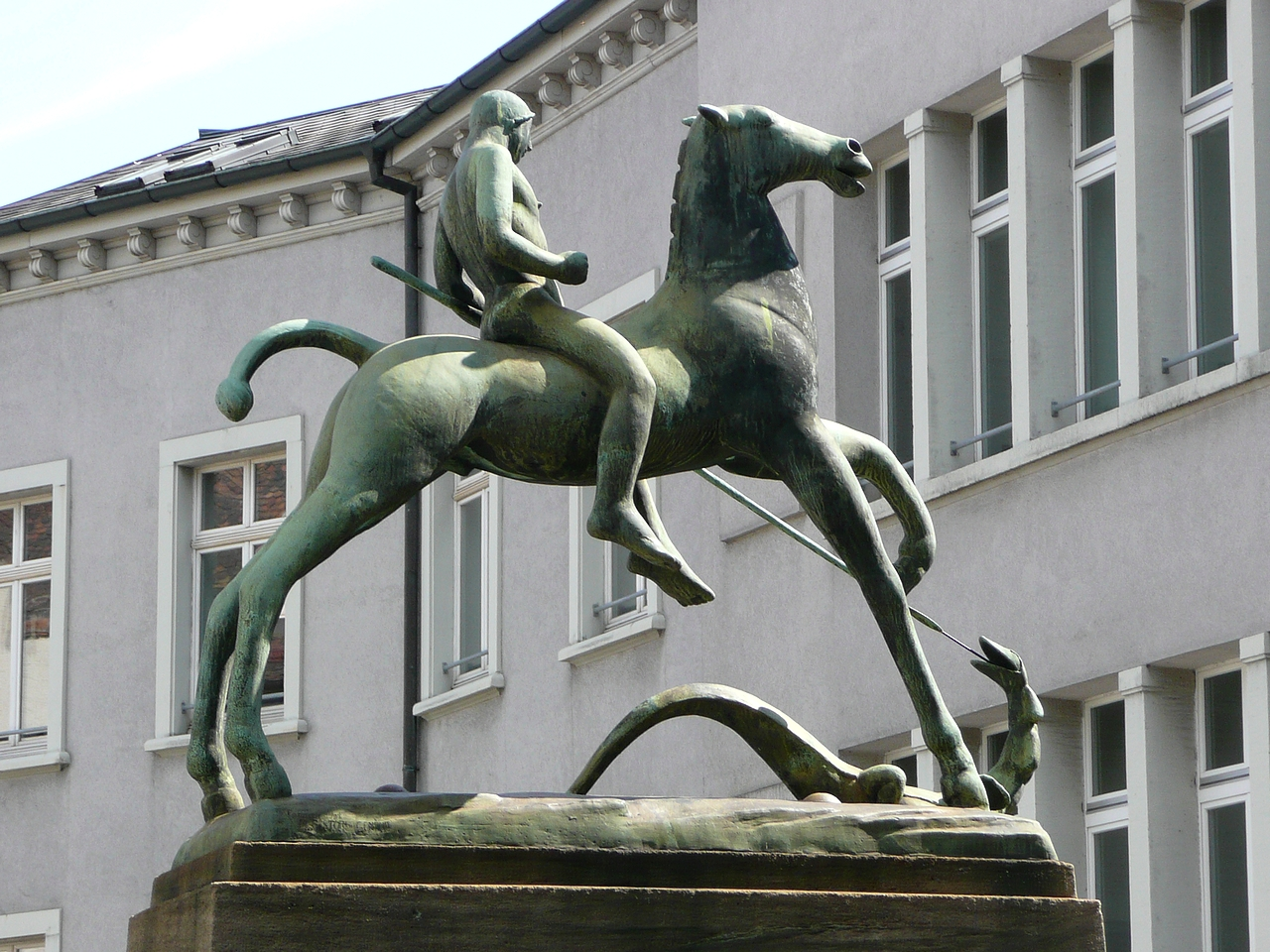
Ritter Georg, Kohlenberg, Gymnasium Leonhard, Basel

Beim Haupteingang des Kunsthauses Zürich, also auf der Frontseite des Moserbaus, sind in Stein gemeisselt drei Amazonenreliefs von Carl Burckhardt zu sehen. Die Bronzereliefs als Abgüsse nach den Originalmodellen am Zürcher Kunsthaus mit diesen Amazonen-Darstellungen befinden sich an der Fassade des Hauptbaus im Kunstmuseum Basel.

Amazonen-Reliefs
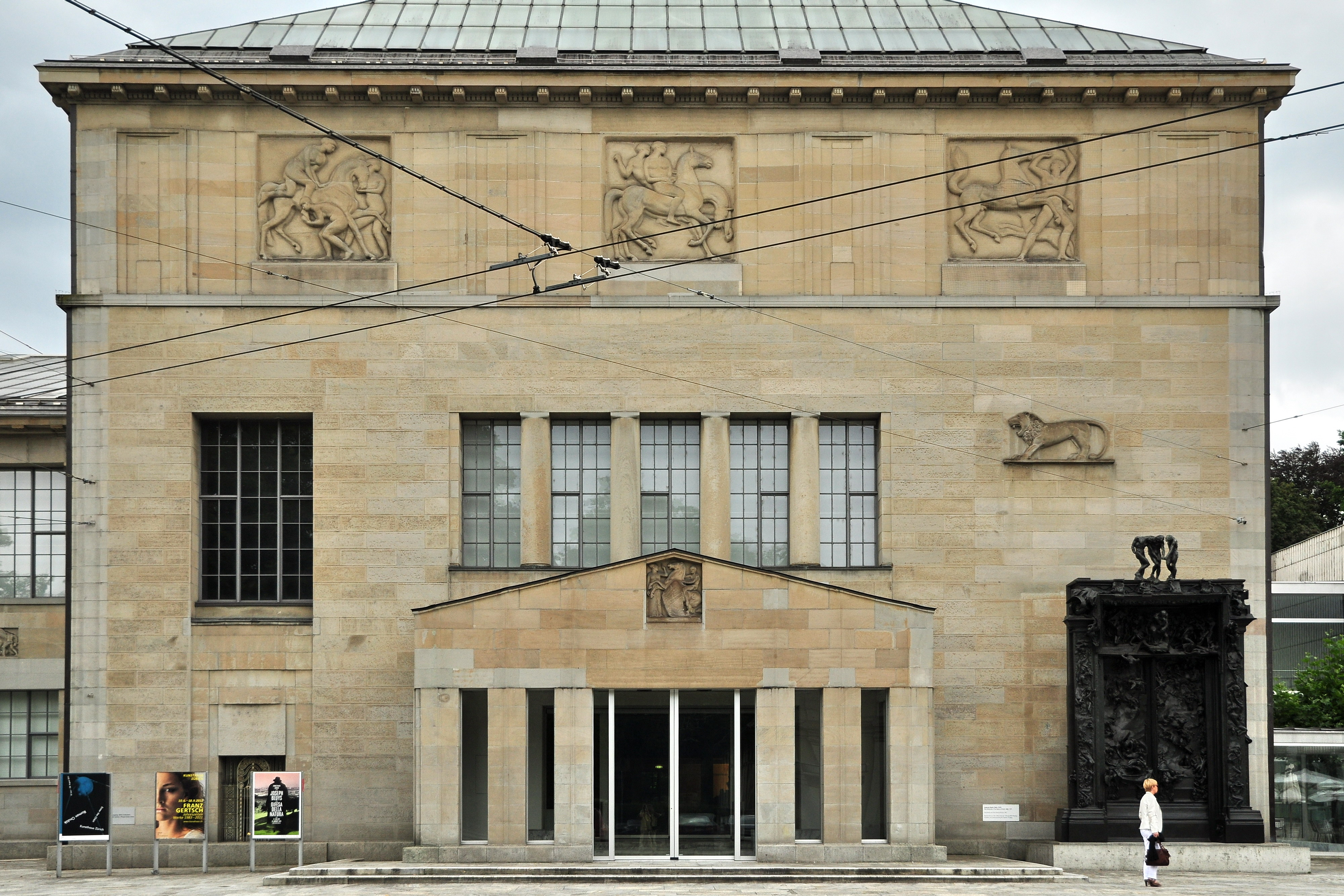
Drei von fünf Amazonen-Reliefs an der Stirnseite des Moserbaus, Kunsthaus Zürich; zwei weitere sind an der rechten Seite des Eingangsportals zu sehen
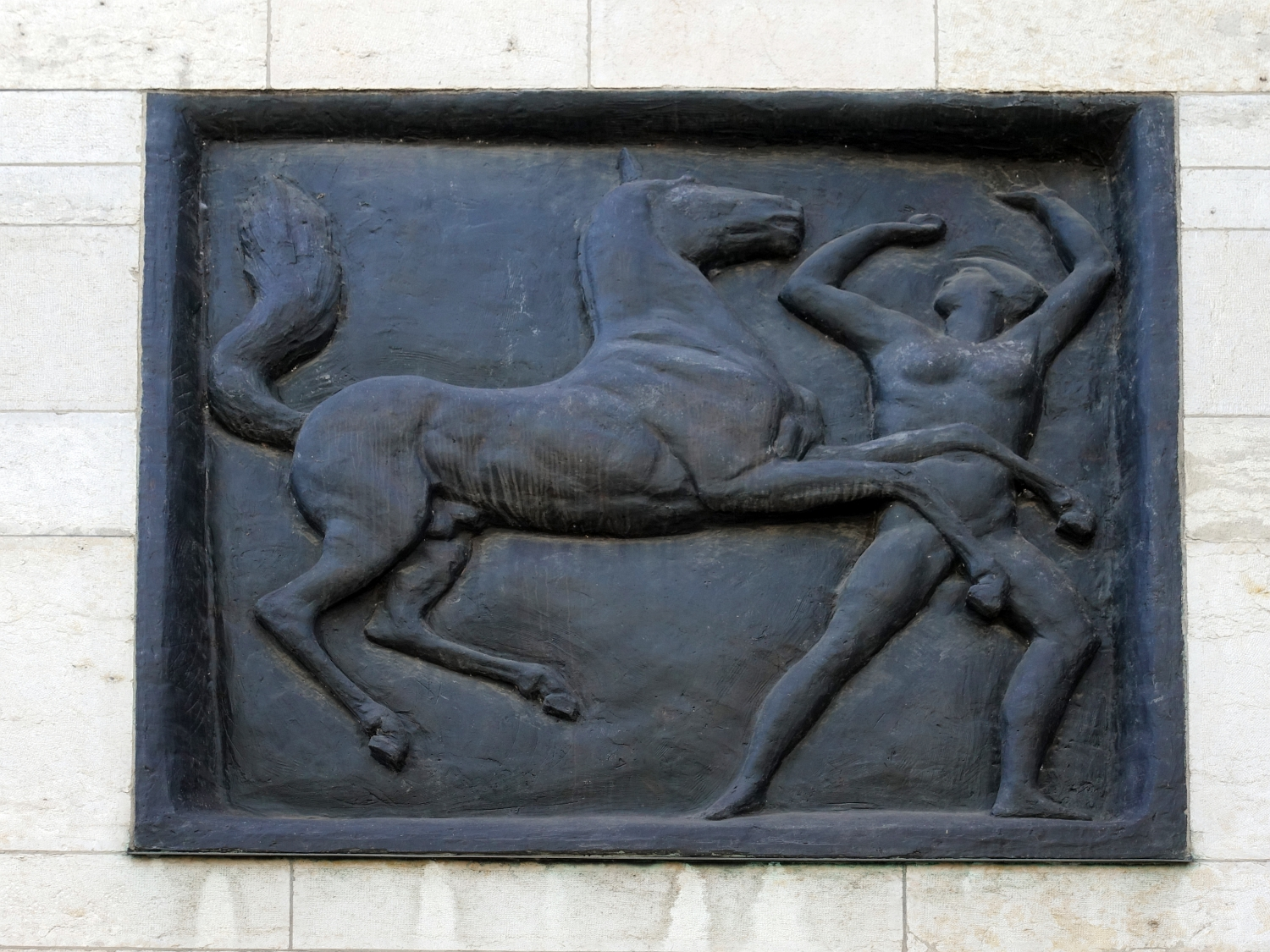
Bronzeabgüsse davon am Hauptbau des Kunstmuseums Basel
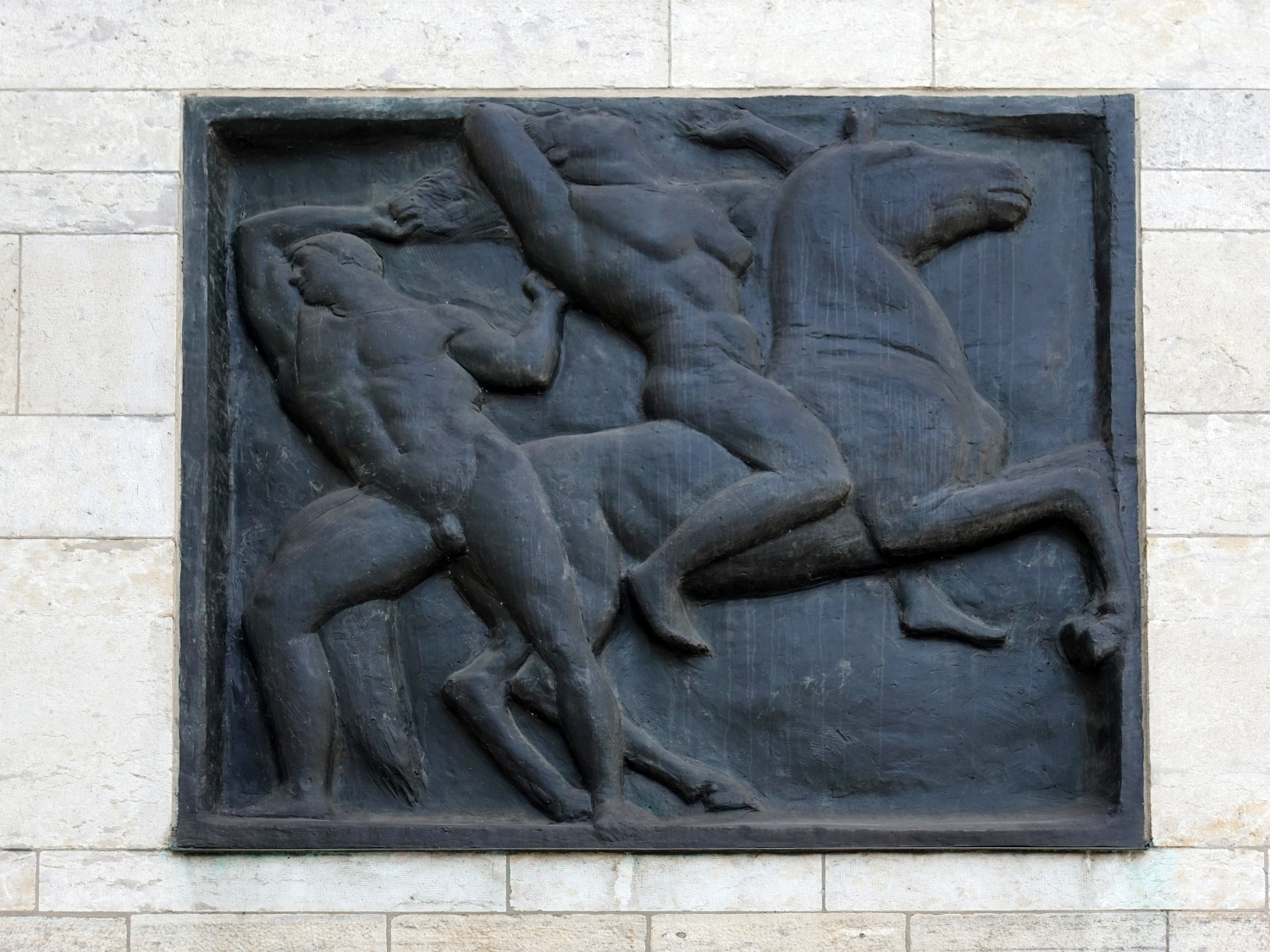
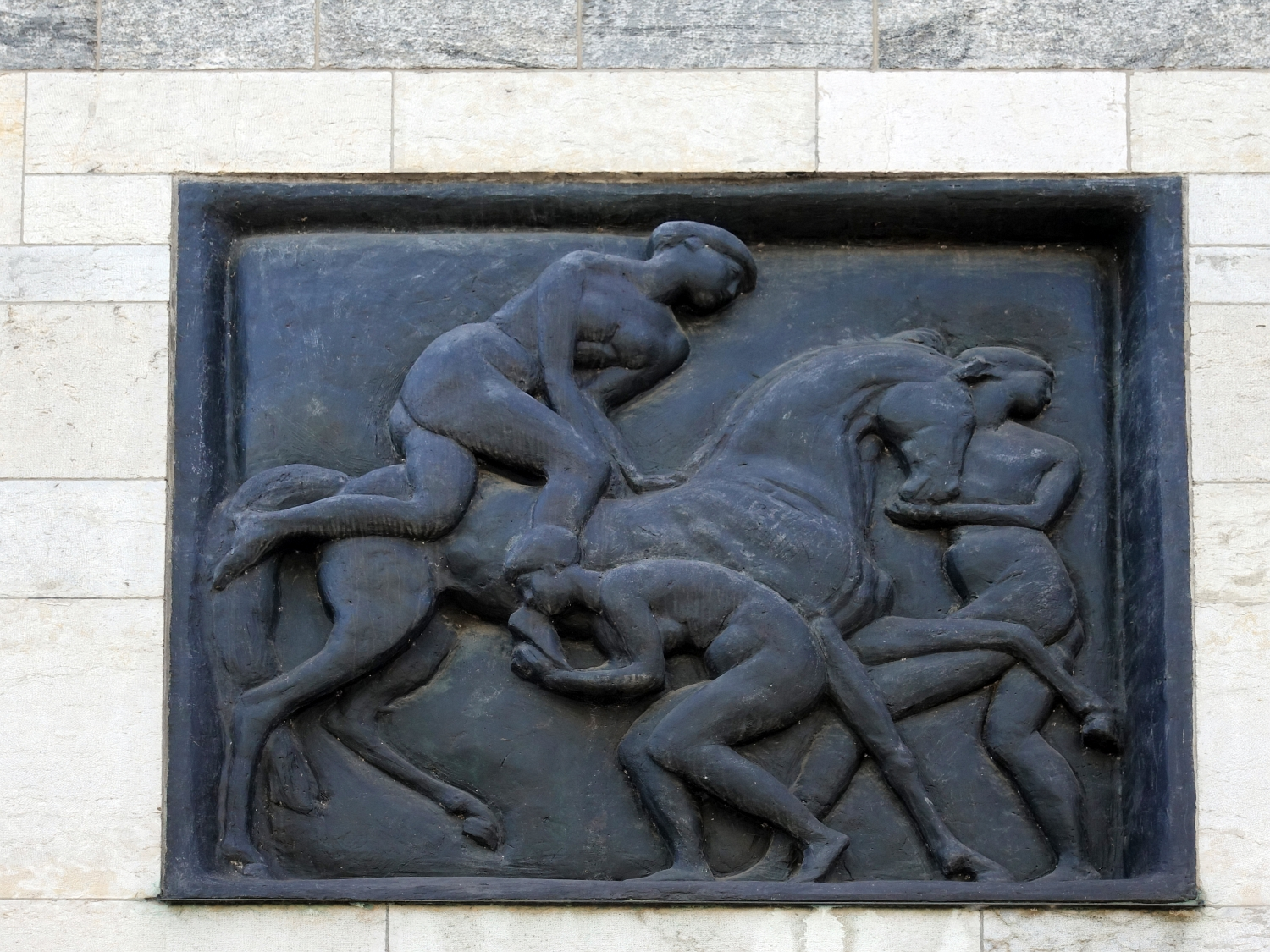

## Ausstellungen
- 1954: Gedächtnisausstellung. Werke von Burckhardt und Numa Donzé. Kunsthalle Basel
- 1978: Carl Burckhardt 1878—1923. Ausstellung zum 100. Geburtstag. Kunsthalle Basel
- 2013: Venus — Carl Burckhardt und das Kunsthaus Zürich. Kunsthaus Zürich
- 2018: Carl Burckhardt-Retrospektive. Museo Vincenzo Vela, Ligornetto
- 2018–2019: Carl Burckhardt. Antiker Geist – moderne Form. Kunstmuseum Basel, Hauptbau[9]

## Auszeichnungen
- 1909: 1. Preis des Wettbewerbs um die Gestaltung der Nischenfiguren und Fassadenreliefs am Kunsthaus Zürich
- 1922: 1. Preis für die Platik des Ritters Georg am Kohlenberg, anonymer Wettbewerb der Kommission des Kunstkredit Basel-Stadt